# Gösta Alexandersson
Gösta Alexandersson (Stoccolma, 16 ottobre 1909 – Karlstad, 17 marzo 1988) è stato un attore svedese, attivo come attore bambino nel cinema muto svedese dal 1922 al 1925 (tra i 13 e i 16 anni d'età).

## Biografia
Gösta Alexandersson nasce a Stoccolma nel 1909. Il ruolo che lo pone all'attenzione del pubblico è quello di Kalle, l'adolescente protagonista di un classico racconto per bambini svedese di Emil Norlander. Il successo nel film Anderssonskans Kalle (1922) è così forte che all'attore sarà chiesto di rivestire nuovamente i panni del piccolo protagonista in un nuovo film nell'anno successivo, assieme ad altri ruoli di rilievo. Alexandersson si afferma così, con i coetanei Palle Brunius e Lauritz Falk, come uno dei principali attori bambini del cinema muto svedese. Dei tre, Alexandersson è l'unico cui siano stati affidati ruoli di protagonista.
Dopo le sue esperienze giovanili, all'attore non vengono offerti altri ruoli cinematografici, se non una breve comparsa in un film del 1933.
Muore nel 1988 a Karlstad in Svezia, all'età di 78 anni. 

## Filmografia
- Anderssonskans Kalle, regia di Sigurd Wallén (1922)
- Amatörfilmen, regia di Gustaf Molander (1922)
- Thomas Graals myndling, regia di Gustaf Molander (1922)
- Anderssonskans Kalle på nya upptåg, regia di Sigurd Wallén(1923)
- Friaren från landsvägen, regia di Sigurd Wallén (1923)
- Skeppargatan 40, regia di Gustaf Edgren (1925)
- Bomans pojke, regia di Ivar Johansson (1933) - non accreditato